# 김문찬
김문찬(1977년 8월 30일 ~ )은 대한민국의 배우이다.

## 드라마
- 2002년 ~ 2003년 : SBS 대하드라마 《야인시대》
- 2006년 ~ 2007년 : MBC 《주몽》
- 2007년 ~ 2008년 : MBC 《이산》
- 2021년 : tvN 드라마 《악마판사》 - 조민성 역
- 2021년 ~ 2022년 : KBS1 대하드라마 《태종 이방원》
- 2023년 : SBS 금토드라마 《모범택시 2》
- 2023년 : SBS 금토드라마 《낭만닥터 김사부 3》
- 2023년 ~ 2024년 : KBS2 주말드라마 《효심이네 각자도생》
- 2024년 : KBS2 월화드라마 《환상연가》
- 2024년 : MBC 금요드라마 《수사반장 1958》

## 영화
- 1991년 : 칙칙이의 내일은 챔피언
- 1993년 : 태백산맥
- 2001년 : 신라의 달밤
- 2006년 : 비열한 거리
- 2006년 : 잔혹한 출근
- 2010년 : 마마 앤드 파파
- 2014년 : 윤희
- 2014년 : 피해자들
- 2015년 : 대호
- 2017년 : 남한산성
- 2019년 : 기방도령
- 2019년 : 무지개여신
- 2022년 : 헌트
- 2023년 : 스위치
- 2024년 : 리볼버